# Грондона, Хулио
Хулио Умберто Грондона (исп. Julio Humberto Grondona; 18 сентября 1931, Авельянеда, провинция Буэнос-Айрес — 30 июля 2014) — аргентинский футбольный чиновник. Президент Ассоциации футбола Аргентины (избирался 9 раз) и вице-президент ФИФА.

## Биография
Хулио Грондона начал карьеру в футболе 28 января 1956 года, когда он вместе со своим братом основал клуб «Арсенал» Саранди. Грондона занимал пост президента команды с 1957 по 1976 год. После чего стал президентом другой команды, «Индепендьенте», где проработал до 1979 года. До этого, с 1962 года, Грондона был членом правления клуба, занимая пост руководителя субкомиссии профессионального футбола. Во время его руководства клубом, «Индепендьенте» выиграл два чемпионата Аргентины. В 1979 году Грондона был назначен президентом Ассоциации футбола Аргентины. Позже он стал вице-президентом ФИФА, заняв пост президента Комиссии по финансам и стал членом Совета по маркетингу и телевидению.
Во время его руководства АФА, сборная Аргентины выиграла чемпионат мира 1986, дважды стала обладателем Кубка Америки и два раза завоевала золотые медали на Олимпийских играх. Также большим достижением во время его правления стало строительство комплекса Абитасиональ Депортиво, где располагались сборные Аргентины всех возрастов.
Скончался 30 июля 2014 года в больнице от сердечной недостаточности, перед операцией.

## Скандалы
- В 1969 году Грондона был на год дисквалифицирован АФА за то, что напал на судью Филаккьоне.
- В 2003 году Грондона попал в скандал, ответив на вопрос, «почему в аргентинском футболе нет арбитров евреев», что «евреи не становятся арбитрами Примеры чемпионата Аргентины, потому что мир футбола — это что-то тяжелое, трудное, а евреям не нравятся тяжелый труд»[4]. Из-за этого журналист, задавший такой вопрос был уволен, а в отношении Грондоны было возбуждено судебное разбирательство[5].
- В 2010 году Грондона был обвинён главным тренером сборной, Диего Марадоной, в том, что обманул его. В частности, Грондона, утверждавший, что Марадона сохранит свой пост, потребовал от Диего уволить семь человек из его штаба[6]. Игрок национальной команды, Карлос Тевес, также сказал, что Грондона обманул Марадону[7]. На эти обвинения Грондона ответил, что Марадона неправильно интерпретировал его слова[8].
- В 2011 году Грондона заявил, что проголосовал бы за Англию на выборах хозяйки чемпионата мира 2018, только если бы эта страна возвратила Аргентине Фолклендские острова[9]. На выборах хозяев чемпионата мира 2022 года он отказался голосовать за США, поскольку его голос мог бы трактоваться и как поддержка заявки Англии на 2018 год, поэтому он поддержал Катар.
- В 2014 году сын Грондоны был обвинён в спекуляции билетами на матчи чемпионата мира в Бразилии[10].